# آرثر لويد توماس
آرثر لويد توماس (بالإنجليزية: Arthur Lloyd Thomas)‏ هو سياسي أمريكي، ولد في 22 أغسطس 1851 في شيكاغو في الولايات المتحدة، وتوفي في 15 سبتمبر 1924 في سولت ليك في الولايات المتحدة. حزبياً، نشط في الحزب الجمهوري. وقد انتخب Governor of the Territory of Utah ‏ (6 مايو 1889 – 9 مايو 1893).